# Albaufstieg (A 8)

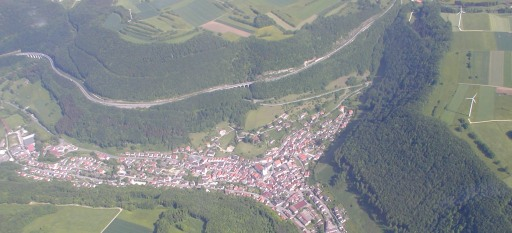
Albaufstieg der A 8 bei Wiesensteig

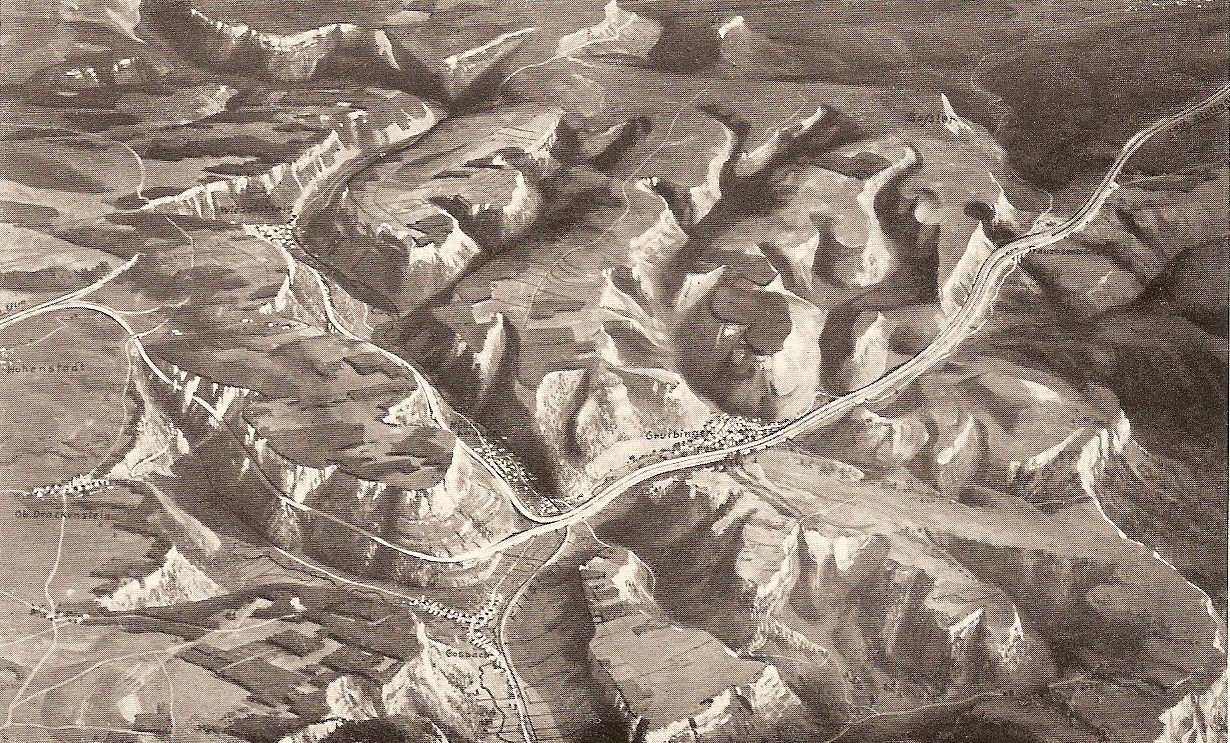
„Reichsautobahn am Steilhang der Alb“ von Michael Zeno Diemer (um 1938)

Der Albaufstieg der Bundesautobahn 8 ist ein 16 Kilometer langer, in Baden-Württemberg an der Nordwestflanke der Schwäbischen Alb gelegener Albaufstieg.
Dieser führt vom Albvorland bei Kirchheim unter Teck hinauf auf die Schwäbische Alb. Zwischen der Ausfahrt Aichelberg und dem Behelfsanschluss Hohenstadt überwindet er dabei in zwei Stufen rund 380 Höhenmeter mit bis zu 6,3 % Steigung. In entgegengesetzter Fahrtrichtung heißt dieser Abschnitt Albabstieg. Als Besonderheit sind die beiden Richtungsfahrbahnen der oberen Aufstiegsstufe auf zwei parallel verlaufende Täler aufgeteilt. Eine derartige Trennung gibt es auf deutschen Autobahnen sonst nur an zwei weiteren Orten, auf der A 9 am Hienberg zwischen den Ausfahrten Schnaittach und Hormersdorf und am Kindinger Berg bei Irlahüll.

## Verlauf

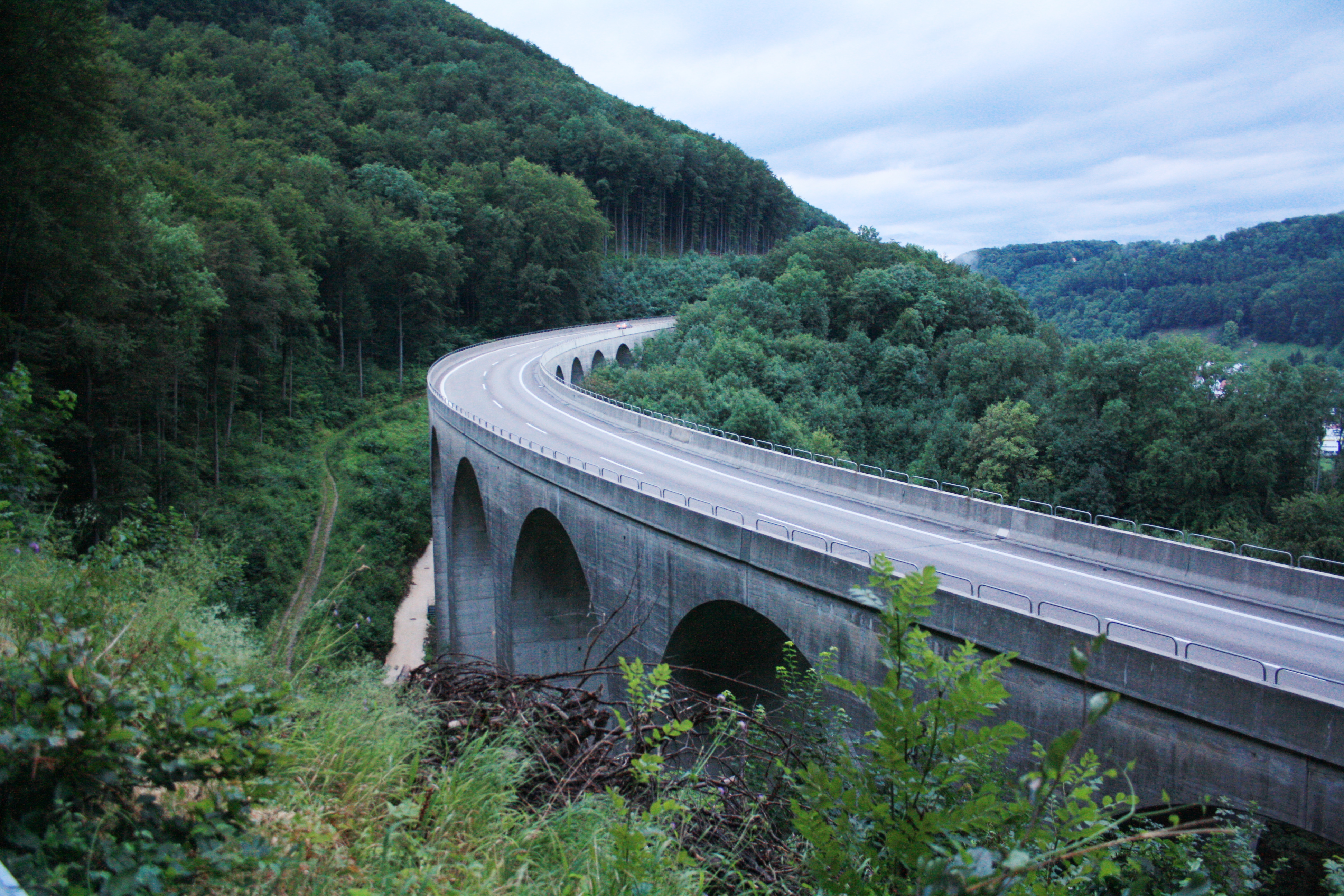
Hangbrücke Todsburg des Albaufstiegs am Berg Steinbühl (Juli 2013)

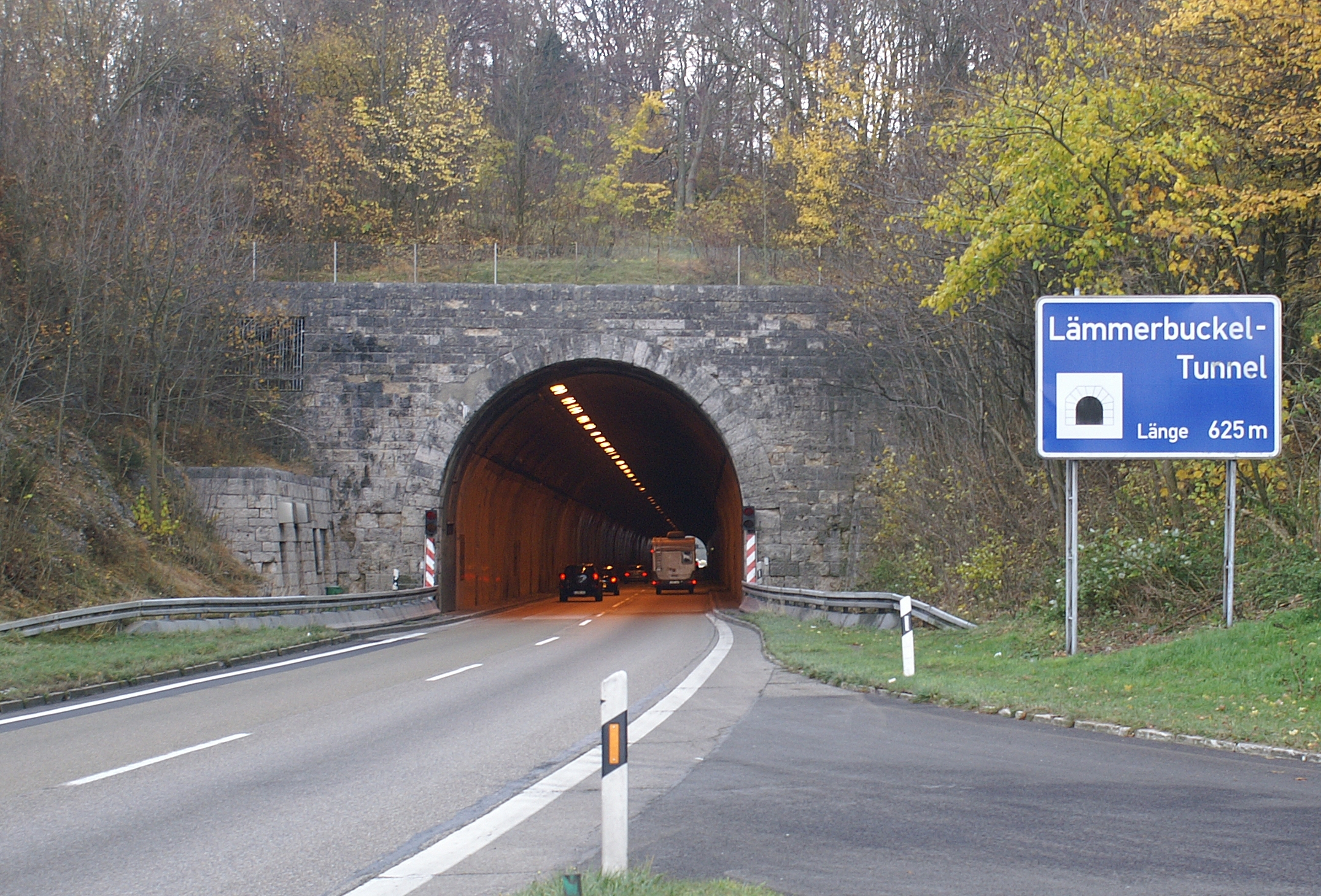
Beim Lämmerbuckeltunnel ist die Albhochfläche erreicht

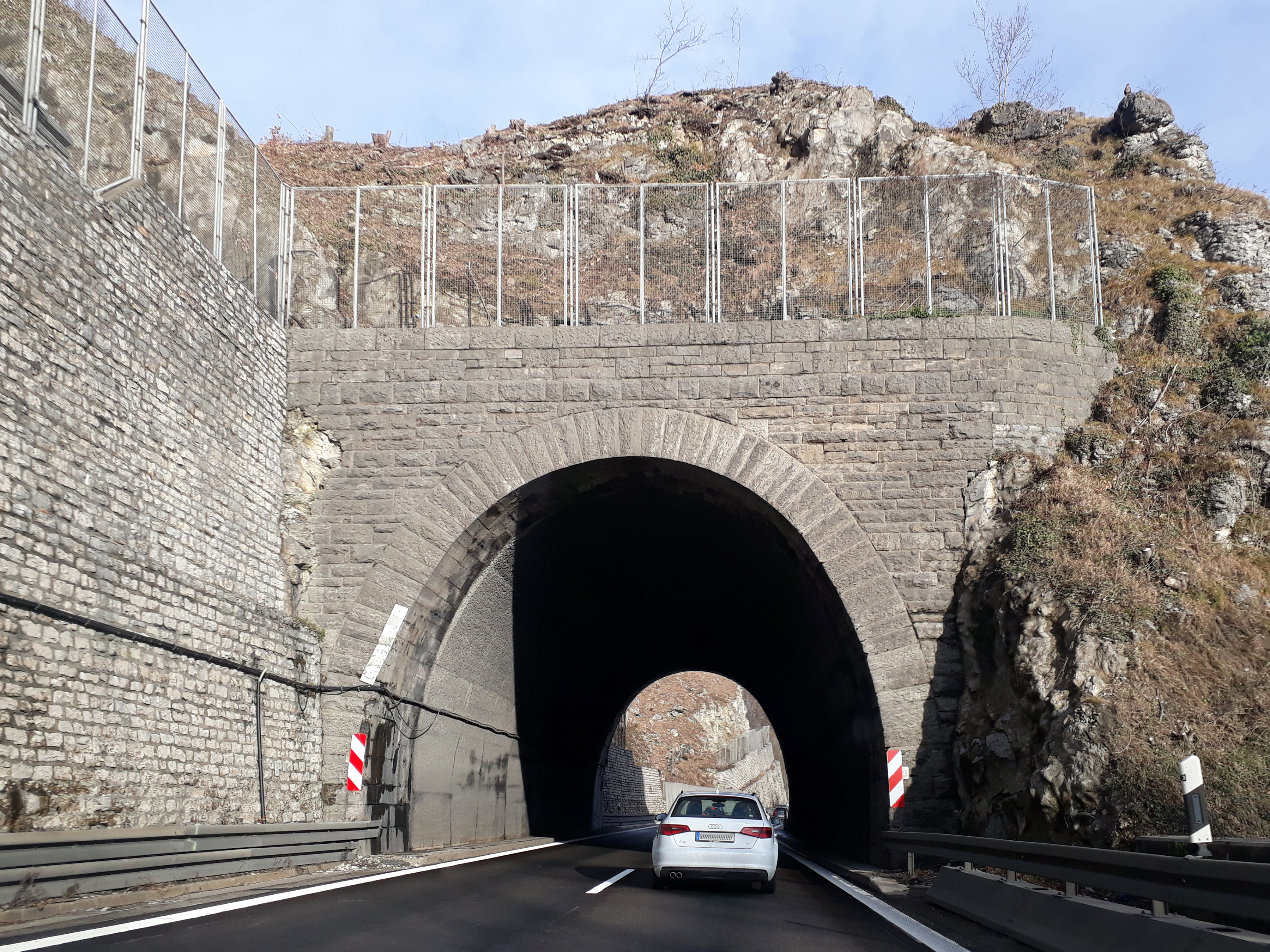
Der Nasenfelstunnel im Dezember 2022

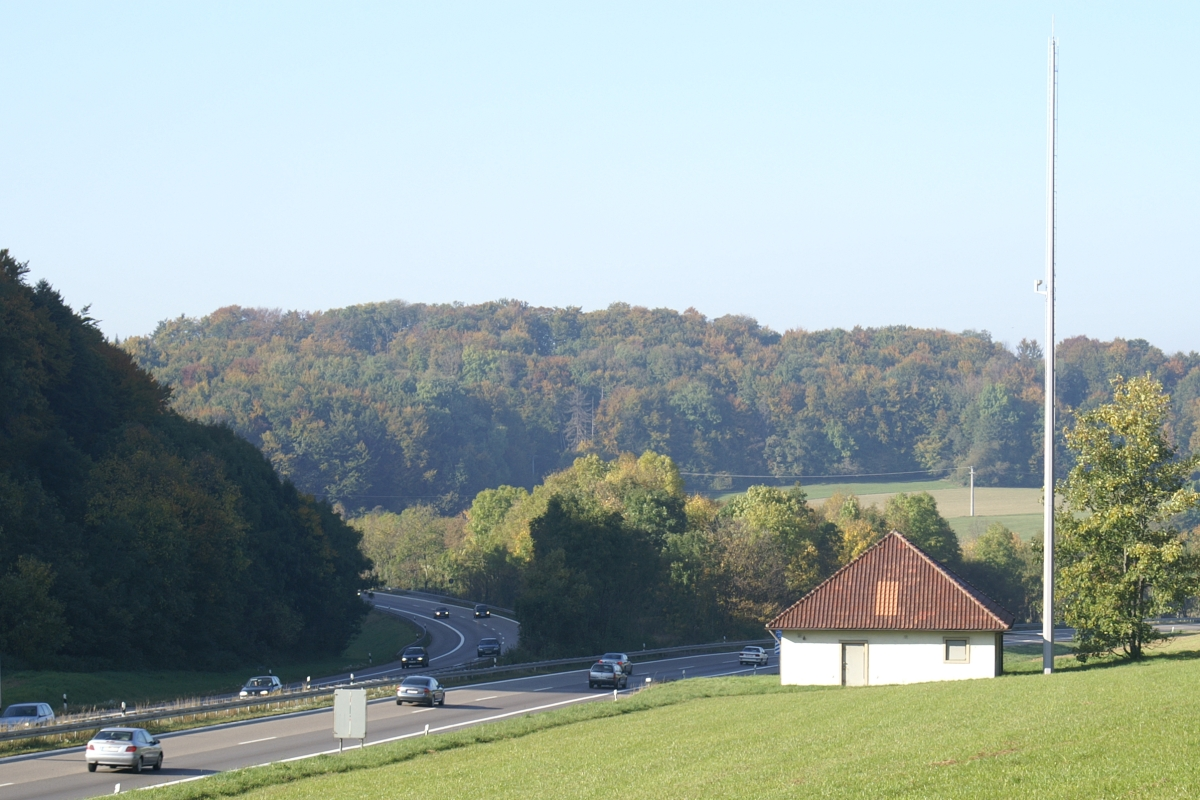
A 8 am „Behelfsanschluss Hohenstadt“; rechts Beginn des Albabstiegs; links Ende des Albaufstiegs

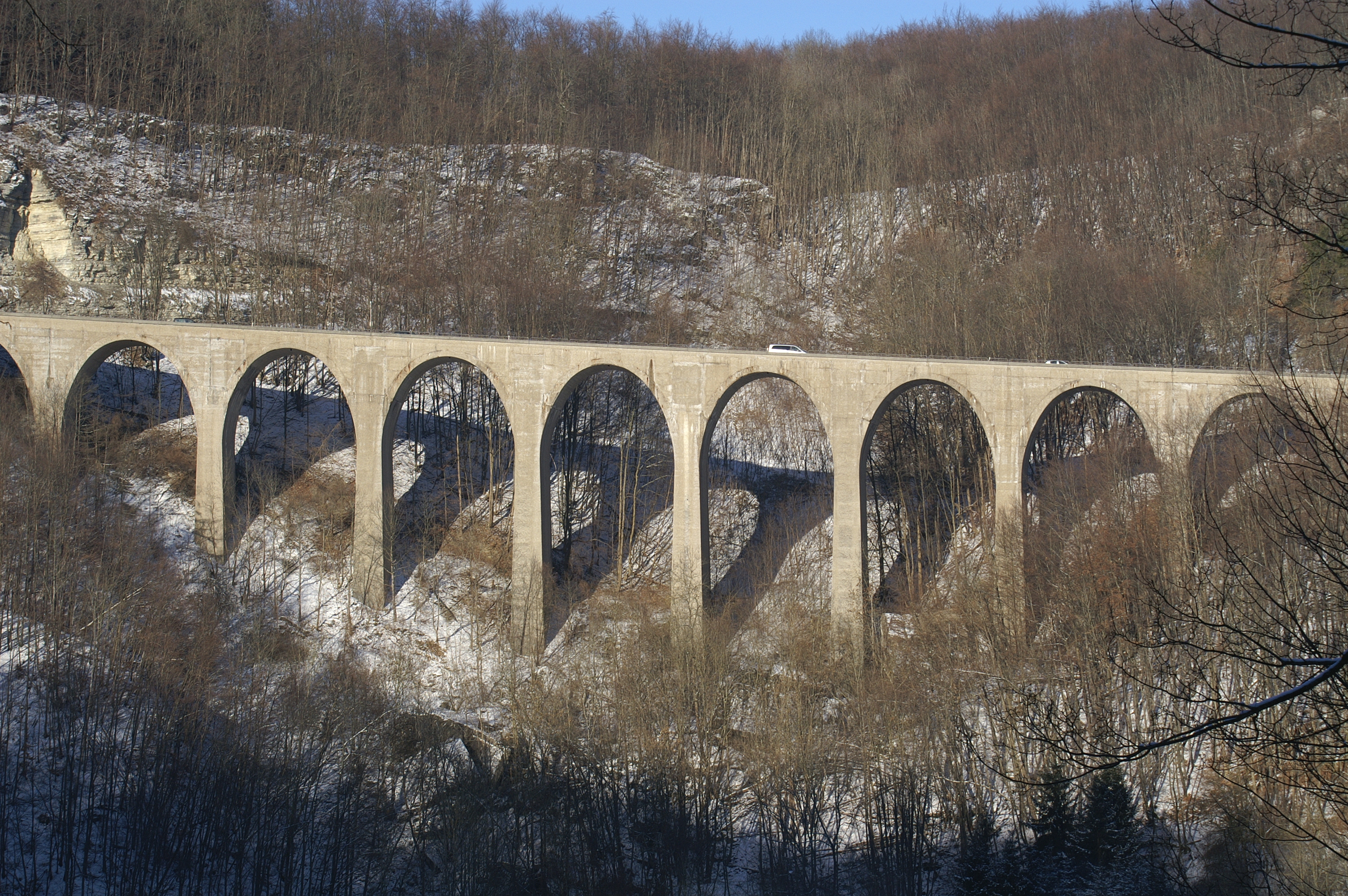
Drachenlochbrücke am Drackensteiner Hang

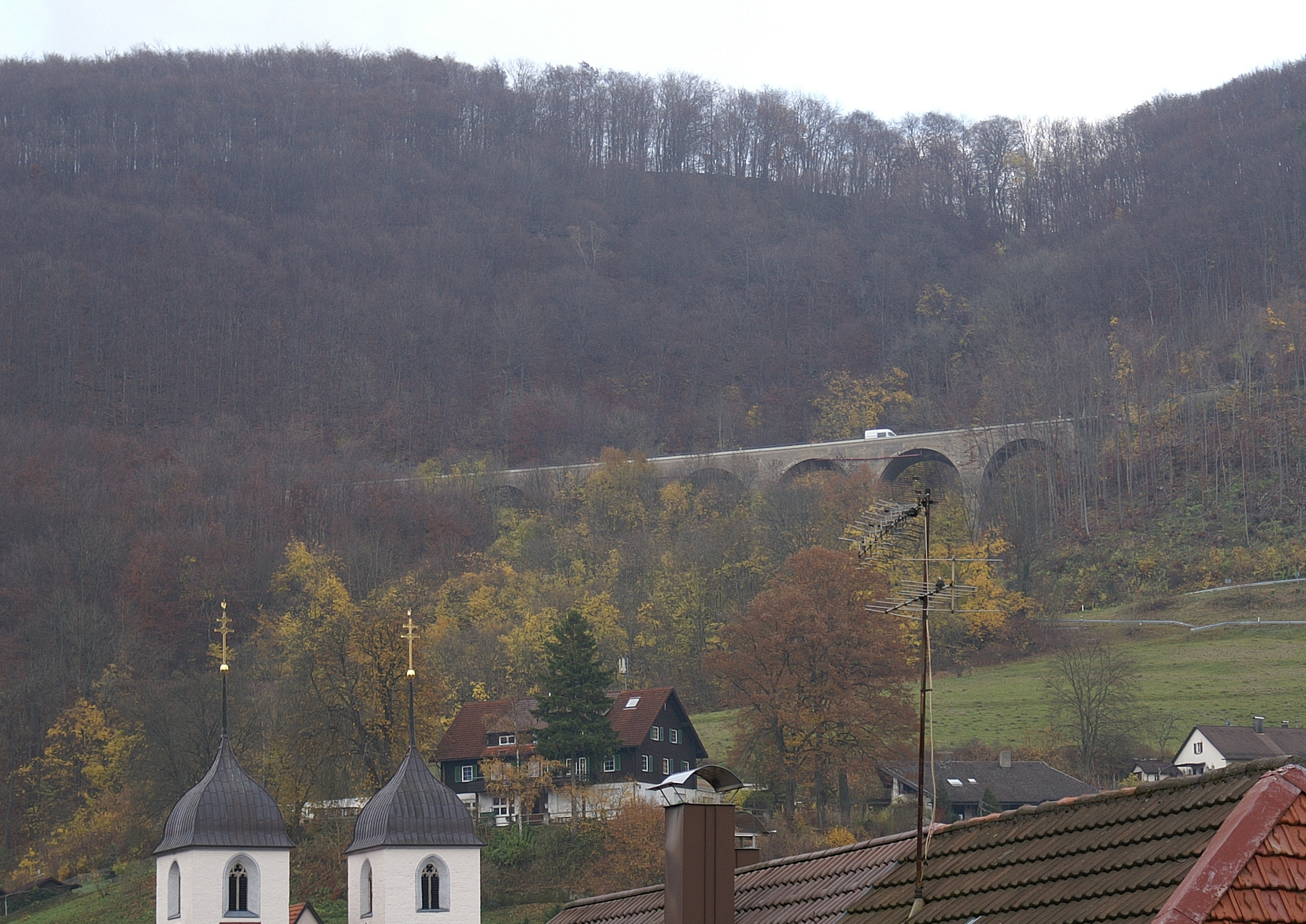
Der Albaufstieg beim Städtchen Wiesensteig mit der Malakoffbrücke

### Erste Stufe bei Aichelberg
Der erste, drei Kilometer lange Anstieg am Albtrauf, dem nordwestlich ausgerichteten Steilabfall der Schwäbischen Alb, verläuft mit einer Höhendifferenz von 200 Metern zwischen der Ausfahrt Aichelberg und dem 500 Meter langen Maustobelviadukt. Im weiteren, sieben Kilometer langen Verlauf durch ein Hochtal und danach durch das Tal des Hollbachs zur oberen Fils fällt er im Bereich von Gruibingen um etwa 50 Meter Höhe ab.
An der Anschlussstelle Mühlhausen teilen sich die Richtungsfahrbahnen, um die Höhendifferenz von 230 Metern zur Hochfläche der Schwäbischen Alb auf getrennten, bis zu zwei Kilometer voneinander entfernten Trassen mit je zwei Fahrspuren zu überwinden.

### Zweite Stufe Drackensteiner Hang
Der 6,4 Kilometer lange Abschnitt der Richtungsfahrbahn Stuttgart–Ulm in Nordwest-Südost-Richtung verläuft von einer Brücke über die Fils (direkt nordöstlich von Mühlhausen) bergauf zur Todsburgbrücke (371 Meter), die am Berg Steinbühl (797 m ü. NN) nahe der Todsburger Höhle vorbeiführt. Danach verläuft er weiter bergauf über die Malakoffbrücke (150 Meter, anschließend Rastplatz Malakoff, benannt nach dem dort 1861 erbauten Albhotel Malakow) und durch den Lämmerbuckeltunnel (625 Meter) zum Behelfsanschluss Hohenstadt. Den höchsten Punkt erreicht die Autobahn, hier wieder mit parallel laufenden Fahrbahnen für beide Richtungen, dann etwa einen Kilometer nach der Ausfahrt bei 785 Meter über NHN, wo sie die Europäische Hauptwasserscheide zwischen Rhein und Donau überquert.
Der 5,7 Kilometer lange Abschnitt der Richtungsfahrbahn von Ulm nach Stuttgart (Südost-Nordwest-Richtung) verläuft von der Behelfsausfahrt Hohenstadt bergab am Drackensteiner Hang entlang, wobei er durch den Nasenfelstunnel (60 Meter) sowie über die Drachenlochbrücke (230 Meter), die Himmelsleiterbrücke (100 Meter) und die Fischerhäuslebrücke (250 Meter) zu einer Brücke über die Fils westlich von Gosbach führt. Auf diesem Streckenabschnitt gilt ein Tempolimit von 50 km/h für Lkw und 80 km/h für sonstige Fahrzeuge.

### Grund für die Trennung der Richtungsfahrbahnen
Die Richtungsfahrbahnen der oberen Stufe des Albauf- und Albabstiegs am Drackensteiner Hang mussten getrennt werden, weil es nicht möglich war, eine vierspurige Autobahn an nur einem Berghang entlangzuführen. Allenfalls hätte man zwei Trassen übereinander bauen können, was aber deutlich höhere Kosten und größere landschaftliche Einschnitte zur Folge gehabt hätte als die realisierte getrennte Trassenführung.

## Geschichte

### Errichtung
Sowohl am Drackensteiner Hang als auch am Aichelberg wurde in den Jahren 1936 und 1937 zunächst eine Richtungsfahrbahn gebaut. Die entgegengesetzte Richtungsfahrbahn am Aichelberg wurde 1938 fertiggestellt, am Drackensteiner Hang wurde an der getrennten Aufstiegstrasse von 1938 bis 1942 gebaut, bis die Arbeiten kriegsbedingt eingestellt werden mussten. Der an diesem Abschnitt befindliche Lämmerbuckeltunnel wurde von 1942 bis 1945 als Rüstungsfabrik genutzt. Nach dem Krieg wurde der Aufstieg von 1955 bis 1956 fertiggestellt. Der Drackensteiner Viadukt wurde von Paul Bonatz entworfen.

### Zerstörung bei Kriegsende und Wiederaufbau

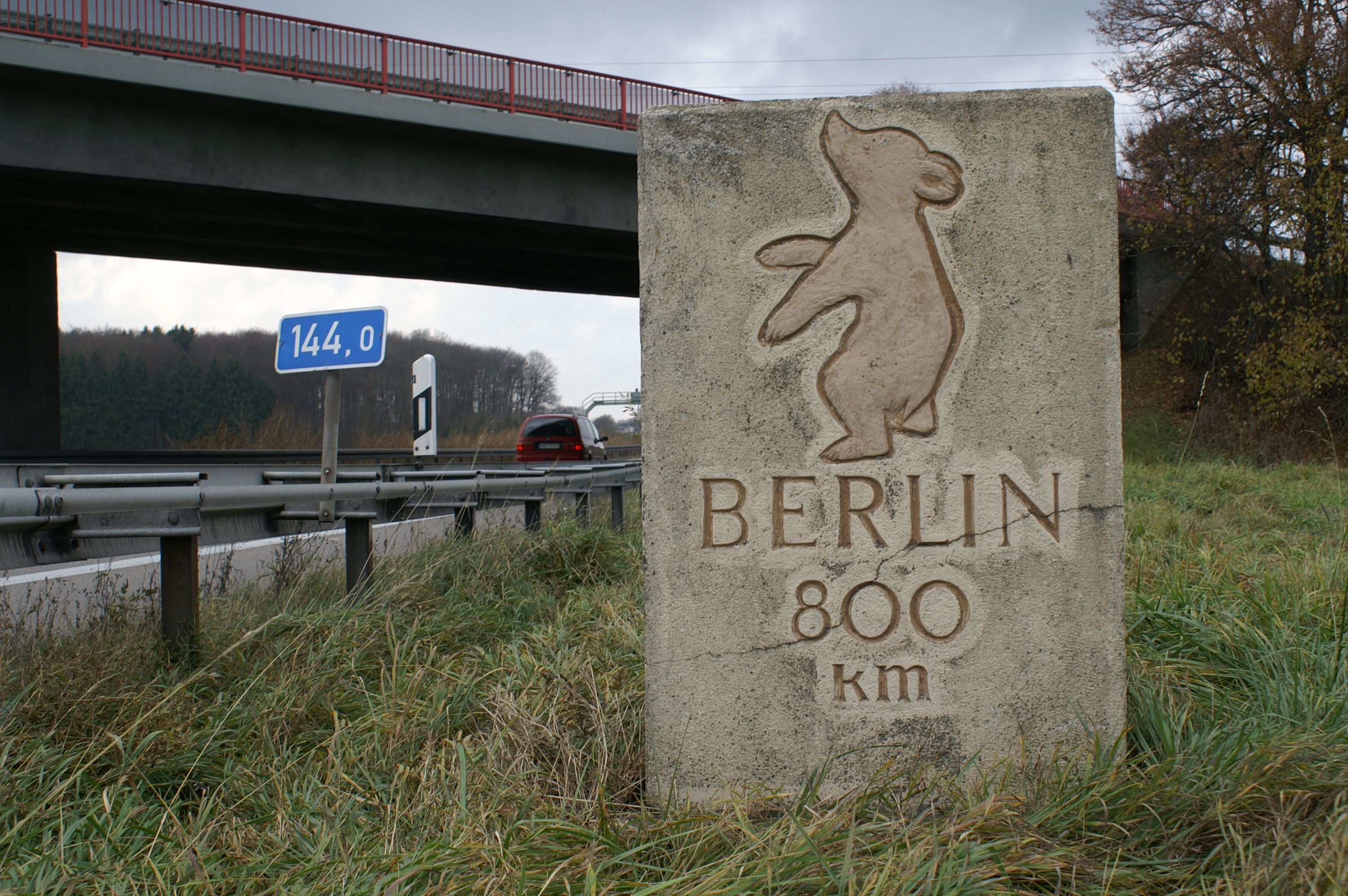
Zeugnis des Kalten Krieges: Der „Berliner Meilenstein“ am Drackensteiner Hang

Am 20. April 1945 wurden die Franzosenschluchtbrücke und das Aichelbergviadukt von der Wehrmacht gesprengt. Diese Lücken wurden zunächst durch hölzerne Behelfsbrücken geschlossen, bis die Schäden 1951 wieder repariert waren.
Unter dem Eindruck der Berlin-Blockade und des Kalten Krieges kam es zum Beschluss des Bundesverkehrsministeriums vom 24. November 1953, an den Autobahnen in Richtung Berlin sogenannte „Berliner Meilensteine“ aufzustellen. Am Drackensteiner Hang, wenige Kilometer vor dem Albabstieg und unmittelbar bei Betriebskilometer 144, ist einer dieser Steine von 1954 erhalten geblieben.

### Ausbau am Aichelberg
Von 1985 bis 1990 wurde ein umfangreicher Umbau am Aichelberg durchgeführt. Dies war nötig geworden, da die alte Trasse überlastet war, enge Kurvenradien sowie starke Steigungen hatte und ein Unfallschwerpunkt wurde. Zudem war das Aichelbergviadukt in einem sehr schlechten Zustand und musste zuletzt durch Holzbalken gestützt werden. Bei diesem Umbau mussten eine tiefe Schneise zwischen Turmberg und Speller, eine Grünbrücke, ein Damm und zwei neue Brücken gebaut werden, um diesen Abschnitt zu entschärfen. Die Strecke wurde dabei sechsspurig ausgebaut.

## Geplanter Neubau am Drackensteiner Hang

### Überblick
Um dem gestiegenen Verkehrsaufkommen am Albauf- und Albabstieg gerecht zu werden, soll eine kürzere, nach den ursprünglichen Planungen mautpflichtige Strecke zwischen der Anschlussstelle Mühlhausen und der Höhe Widderstall (zwischen Behelfsanschluss Hohenstadt und Anschluss Merklingen) gebaut werden, die auch als E-Trasse bezeichnet wird. Die Planungen hierzu wurden 2005 fertiggestellt, die Kosten wurden auf 405 Millionen Euro beziffert. Der Bau sollte von einem privaten Investor finanziert werden, der im Gegenzug die Mauteinnahmen erhalten hätte. Das Planfeststellungsverfahren für den Albaufstieg war 2005, kurz vor seinem Abschluss, gestoppt worden, um die Finanzierung zu klären. Der Bund plante eine spezielle Maut für diesen Abschnitt, es fand sich jedoch kein Investor für die Strecke, unter anderem, weil eine mautfreie Parallelstrecke zu dem Korridor gehören sollte. Eine Machbarkeitsstudie kam jedoch Anfang 2008 zu dem Schluss, dass sich dieses Finanzierungsmodell nicht rechne. Der Baubeginn für die Neubaustrecke war ungewiss.
Mitte 2014 ordnete der Bund die Fortsetzung der Planung für den Abschnitt zwischen Mühlhausen und Hohenstadt an. Mit dem Baubeginn wurde für frühestens Jahr 2018 gerechnet. Die Kosten dafür sollten wenigstens 500 Millionen Euro betragen. Der baden-württembergische Verkehrsminister Winfried Hermann erwartete dabei, dass bis 2025 die gesamte Autobahn zwischen Karlsruhe und München sechsspurig ausgebaut ist. Nach einer Überarbeitung der Pläne war 2015 geplant, das Planfeststellungsverfahren Ende 2017 abzuschließen. Der Neubau des 8,3 km langen Albaufstiegs sollte nicht vor 2019 beginnen. Ende 2017 unterzeichnete das Bundesverkehrsministerium die Planunterlagen der baden-württembergischen Straßenbauverwaltung und machte damit den Weg für die Fortsetzung des 2005 gestoppten Planfeststellungsverfahrens frei. Nach Einarbeitung von Änderungen in die Planunterlagen wurde das Planfeststellungsverfahren im Juni 2018 fortgesetzt. Zu diesem Zeitpunkt wurde als frühestmöglicher Baubeginn das Jahr 2021 und als frühestmögliche Verkehrsfreigabe das Jahr 2026 genannt. Vor der Erörterung waren mehr als 3000 Einwendungen gegen die Pläne beim Regierungspräsidium eingegangen. Der öffentliche Erörterungstermin fand am 26. September 2019 in Gruibingen statt. Eine Bürgerinitiative warf dem Regierungspräsidium dabei vor, die von ihr vorschlagene alternative K-Trasse nicht ernsthaft geprüft zu haben. Diese sieht eine Fortführung des sechsstreifigen Ausbaus bis hinter die Anschlussstelle Hohenstadt vor, wo die Bestandstrasse verlassen und die Autobahn zwischen den beiden alten Richtungsfahrbahnen in einem Tunnel geführt werden soll. An diesen soll eine Brücke anschließen und darüber die Anschlussstelle Mühlhausen erreicht werden. Das Regierungspräsidium erklärte, die K-Trasse weise zu enge Kurvenradien und zu große Steigungen auf und sei geologisch problematisch. Einen Zeitpunkt für den ursprünglich für Ende 2019 geplanten Abschluss des Planfeststellungsverfahren konnte das Regierungspräsidium nach dem Erörterungstermin vorerst nicht nennen.
Die neue Autobahn soll drei Fahrstreifen pro Richtung haben, zuzüglich Standstreifen (Regelquerschnitt 35,5). Für die neue Trasse ist der Bau zweier Viadukte (Filstalbrücke und Gosbachtalbrücke) sowie zweier neuer Tunnel (Tunnel Himmelsschleife und Drackensteiner Tunnel) geplant. Die Tunnel sollen einen Querschnitt erhalten, der es erlaubt, bei Sperrung einer Röhre den Verkehr in der anderen vierspurig aufrechtzuerhalten. Nach Plänen von 2020 sollte die fünfjährige Hauptbauphase 2024 beginnen. Die Kosten für den 7,6 km langen Neubauabschnitt sollten 600 Millionen Euro betragen. Im Oktober 2021 rechnete die Autobahngesellschaft mit einem Planfeststellungsbeschluss im Sommer 2022, auf dessen Grundlage detailliertere Planungen beginnen könnten. Der Baubeginn wurde für Ende 2024 oder 2025 angestrebt, die Fertigstellung frühestens im Jahr 2032. Die geplanten Kosten wurden mit 603 Millionen Euro beziffert.
Im Dezember 2024 wurde der Planfeststellungsbeschluss erteilt. Da bis Ablauf der Klagefrist am 4. März 2025 keine Klagen gegen den Beschluss beim Bundesverwaltungsgericht eingegangen sind, wurde er rechtskräftig. Der Baubeginn ist nunmehr für Ende 2026/Anfang 2027 geplant.
Die alte Richtungsfahrbahn nach Stuttgart soll zum Landesradweg werden. Frühere Pläne für eine Rekultivierung wurden verworfen. Die alte Aufstiegsstrecke soll mit Gegenverkehr als Landesstraße für den Verkehr erhalten bleiben.

### Filstalbrücke
Die Filstalbrücke wird 801 m lang und bis zu 52 m hoch werden. Sie soll aus zwei getrennten Überbauten bestehen (Achsabstand konstant 32,5 m), welche je 18 m breit sind (zwischen Geländer). Als Bauform ist eine gevoutete Balkenbrücke vorgesehen.

### Tunnel Himmelsschleife
Der Tunnel Himmelsschleife soll 1170 m lang und in geschlossener Bauweise gebaut werden. Seine zwei Röhren werden bergmännisch als Korbbogen in der Querschnittsform gebaut. Das Ausbruchsvolumen beträgt hierbei 480.000 m³ bei einem 205 m² großen Ausbruchquerschnitt. Dieser Tunnel erhält eine Sonderkonstruktion zur Druckbegrenzung bei Karsthochwasser.

### Gosbachtalbrücke
Die Gosbachtalbrücke wird 462 m lang werden und bis zu 71 m über dem Tal verlaufen. Die Brücke wird aus zwei getrennten Überbauten bestehen (Achsabstand zwischen 19 und 38 m, jeweils 18 m Breite mit Geländer). Als Bauform ist eine Bogenbrücke mit aufgeständerter Fahrbahn vorgesehen.

### Tunnel Drackenstein
Der Tunnel Drackenstein soll 1670 m lang und in geschlossener Bauweise gebaut werden. Seine zwei Röhren werden bergmännisch als Korbbogen in der Querschnittsform gebaut. Das Ausbruchsvolumen beträgt hierbei 685.000 m³ bei einem 205 m² großen Ausbruchquerschnitt.

## Separate Bauprojekte
Nicht zum zuvor erwähnten Neubau-Bauprojekt am Albauf- bzw. Albabstieg der A 8 gehören diese beiden Bauprojekte:

### Tunnel Gruibingen
Seit dem 30. November 2005 waren Vorarbeiten für den 540 m langen, einröhrigen „Tunnel Gruibingen“ bei Gruibingen im Gang, der vom Bund finanziert wurde. Der eigentliche Bau begann im Herbst 2008 und sollte ursprünglich bis Mitte 2012 abgeschlossen sein. Er wurde in Deckelbauweise rechteckig in offener Bauweise gebaut. Das Ausbruchsvolumen betrug dabei 13.000 m³ bei einem 21 m² großen Ausbruchquerschnitt. Zweck des Tunnels ist der Lärmschutz für den direkt südlich der Autobahn liegenden Ort Gruibingen. Aus diesem Grund wurde nur die südliche Fahrbahn als Tunnel ausgeführt, die nördliche Fahrbahn verbleibt offen.
Am 21. April 2012 war „Tag des offenen Tunnels“ für die Bevölkerung. Seit Januar 2013 ist der Tunnel fertiggestellt und für den Verkehr freigegeben.

### Eisenbahn-Hochgeschwindigkeitsstrecke
Parallel zum bestehenden Albauf- bzw. Albabstieg der Autobahn baute die Deutsche Bahn im Rahmen des Projekts Neubaustrecke Wendlingen–Ulm, Abschnitt 2.2, ebenfalls einen Albauf- bzw. Albabstieg für den Hochgeschwindigkeitsverkehr. Erste vorbereitende Bauarbeiten begannen Ende 2010, die Inbetriebnahme erfolgte im Dezember 2022.